# 本田拓也
本田 拓也（ほんだ たくや、1985年4月17日 - ）は、神奈川県津久井郡津久井町（現・相模原市緑区）出身の元プロサッカー選手、サッカー指導者。 現役時代のポジションは守備的MF（ボランチ）/アンカー。元日本代表。

## 来歴

### プロ入り前
3歳の頃、幼稚園のサッカースクールに加入しサッカーを始める。小学生、中学生時は地元のクラブチーム・FCコラソンでプレー。その後、サッカーの名門桐光学園高へ進学。卒業時にはJ2クラブからのオファーもあったが、高校2年時に足を骨折しプレーに自信がなくなっていたことなどから大学へ進学して実力をつける道を選ぶ。法政大学では、恩師の川勝良一や水沼貴史の下で、フィジカルの強化と、以前から得意としていたロングボールに加え短いパスも身に付けるなどサッカーセンスを磨く。2006年、大学3年時に初めて五輪代表に選出される。

### 清水エスパルス時代
2008年、Jリーグ・清水エスパルスへ入団。数クラブからのオファーがあった中で清水を選んだ理由は、最初に声をかけてくれたことと、在学中練習に参加させてもらったところチーム内の雰囲気がとてもよかったことだと語っている。また、高校の2年先輩である藤本淳吾がいたのも大きかったという。同年3月、Jリーグ2008年シーズン開幕を先発出場で飾る。同年8月、U-23日本代表メンバーとして北京オリンピックへ出場。清水ではアンカーとして定着した。
2010年、清水での活躍が認められ、アルベルト・ザッケローニ監督就任後に日本代表に選出され、2011年のAFCアジアカップ2011カタール大会のグループリーグ第三戦の対サウジアラビア戦に途中出場し、代表初出場を果たした。

### 鹿島アントラーズ時代
2011年、鹿島アントラーズへ完全移籍。増田誓志らとの激しいポジション争いが予想されたが、3月下旬の代表合宿中に負傷。当初は捻挫と診断されたが、合併傷害で一部軟骨がかけてはがれる右距骨軟骨損傷を発症してしまい同年8月に手術、シーズンのほとんどをリハビリに費やすこととなってしまった。

### 清水エスパルス時代（第2次）
2013年7月24日、2年半ぶりに清水へ完全移籍での復帰を発表。
2014年10月、チームが残留争いに置かれている中で、監督の大榎克己や主将の杉山浩太の推薦もあり、副主将に就任。

### モンテディオ山形時代
2017年シーズンから出場機会を求めて山形へ完全移籍。新加入にもかかわらず、いきなり主将を任せられた。2020年12月7日、契約満了による退団が発表された。シーズン終了後にJリーグ合同トライアウトに参加した。

### FC岐阜時代
2021年、FC岐阜へ加入した。2022年11月18日、2022シーズン限りでの現役引退を発表。

### 現役引退後
2022年12月16日、岐阜のトップチームコーチに就任することを発表。2024シーズン終了後、退任。

## 所属クラブ
- FCコラソン
  - 津久井町立中央小学校（現・相模原市立津久井中央小学校）
  - 津久井町立（現・相模原市立）中野中学校在籍時
- 桐光学園高校
- 法政大学体育会サッカー部
  - 2006年  清水エスパルス (特別指定選手)
- 2008年 - 2010年  清水エスパルス
- 2011年 - 2013年7月  鹿島アントラーズ
- 2013年7月 - 2016年  清水エスパルス
- 2017年 - 2020年  モンテディオ山形
- 2021年 - 2022年  FC岐阜

## 個人成績
| 国内大会個人成績 | 国内大会個人成績 | 国内大会個人成績 | 国内大会個人成績 | 国内大会個人成績 | 国内大会個人成績 | 国内大会個人成績 | 国内大会個人成績 | 国内大会個人成績 | 国内大会個人成績 | 国内大会個人成績 | 国内大会個人成績 |
| 年度             | クラブ           | 背番号           | リーグ           | リーグ戦         | リーグ戦         | リーグ杯         | リーグ杯         | オープン杯       | オープン杯       | 期間通算         | 期間通算         |
| 年度             | クラブ           | 背番号           | リーグ           | 出場             | 得点             | 出場             | 得点             | 出場             | 得点             | 出場             | 得点             |
| 日本             | 日本             | 日本             | 日本             | リーグ戦         | リーグ戦         | リーグ杯         | リーグ杯         | 天皇杯           | 天皇杯           | 期間通算         | 期間通算         |
| ---------------- | ---------------- | ---------------- | ---------------- | ---------------- | ---------------- | ---------------- | ---------------- | ---------------- | ---------------- | ---------------- | ---------------- |
| 2006             | 法大             | 7                | -                | -                | -                | -                | -                | 2                | 0                | 2                | 0                |
| 2008             | 清水             | 16               | J1               | 16               | 1                | 6                | 0                | 1                | 0                | 23               | 1                |
| 2009             | 清水             | 16               | J1               | 18               | 0                | 6                | 0                | 5                | 0                | 29               | 0                |
| 2010             | 清水             | 16               | J1               | 31               | 1                | 7                | 0                | 4                | 0                | 42               | 1                |
| 2011             | 鹿島             | 16               | J1               | 3                | 0                | 0                | 0                | 0                | 0                | 3                | 0                |
| 2012             | 鹿島             | 16               | J1               | 8                | 0                | 4                | 0                | 3                | 0                | 15               | 0                |
| 2013             | 鹿島             | 16               | J1               | 7                | 0                | 3                | 0                | -                | -                | 10               | 0                |
| 2013             | 清水             | 38               | J1               | 15               | 0                | -                | -                | 3                | 0                | 18               | 0                |
| 2014             | 清水             | 7                | J1               | 24               | 1                | 1                | 0                | 4                | 0                | 29               | 1                |
| 2015             | 清水             | 7                | J1               | 23               | 1                | 2                | 0                | 0                | 0                | 25               | 1                |
| 2016             | 清水             | 7                | J2               | 19               | 0                | -                | -                | 2                | 0                | 21               | 0                |
| 2017             | 山形             | 14               | J2               | 36               | 0                | -                | -                | 1                | 0                | 37               | 0                |
| 2018             | 山形             | 14               | J2               | 28               | 0                | -                | -                | 1                | 0                | 29               | 0                |
| 2019             | 山形             | 14               | J2               | 39               | 1                | -                | -                | 0                | 0                | 39               | 1                |
| 2020             | 山形             | 14               | J2               | 18               | 0                | -                | -                | -                | -                | 18               | 0                |
| 2021             | 岐阜             | 14               | J3               | 22               | 0                | -                | -                | 1                | 0                | 23               | 0                |
| 2022             | 岐阜             | 14               | J3               | 9                | 0                | -                | -                | 1                | 0                | 10               | 0                |
| 通算             | 日本             | 日本             | J1               | 145              | 4                | 29               | 0                | 20               | 0                | 194              | 4                |
| 通算             | 日本             | 日本             | J2               | 140              | 1                | -                | -                | 4                | 0                | 144              | 1                |
| 通算             | 日本             | 日本             | J3               | 31               | 0                | -                | -                | 2                | 0                | 33               | 0                |
| 通算             | 日本             | 日本             | 他               | -                | -                | -                | -                | 2                | 0                | 2                | 0                |
| 総通算           | 総通算           | 総通算           | 総通算           | 316              | 5                | 29               | 0                | 28               | 0                | 373              | 5                |

- 2006年は特別指定選手としての出場は無し

| 国際大会個人成績 | 国際大会個人成績 | 国際大会個人成績 | 国際大会個人成績 | 国際大会個人成績 |
| 年度             | クラブ           | 背番号           | 出場             | 得点             |
| AFC              | AFC              | AFC              | ACL              | ACL              |
| ---------------- | ---------------- | ---------------- | ---------------- | ---------------- |
| 2011             | 鹿島             | 16               | 1                | 0                |
| 通算             | AFC              | AFC              | 1                | 0                |

- Jリーグ初出場 - 2008年3月8日 J1 第1節 対大分トリニータ (日本平スタジアム)
- Jリーグ初得点 - 2008年5月11日 J1 第12節 対鹿島アントラーズ (日本平スタジアム)

## タイトル

### クラブ
鹿島アントラーズ
- ヤマザキナビスコカップ：2回 (2011年, 2012年)
- スルガ銀行チャンピオンシップ：1回 (2012年)

### 代表
- 2011年 AFCアジアカップ2011

### その他
- 2003年 第58回国民体育大会 (神奈川県選抜)

## 代表歴
- U-16日本代表
- U-17日本代表
- U-21日本代表
- U-22日本代表
  - 2006年8月7日 日中韓サッカーU-21代表交流戦 U-21中国代表戦（秦皇島オリンピックスタジアム）出場
  - 2006年 北京オリンピックアジア二次予選・最終予選出場
- U-23日本代表 北京オリンピック出場 (グループリーグ敗退)
- 日本代表
  - 2011年 AFCアジアカップ2011出場

### 試合数
- 国際Aマッチ 2試合 0得点(2011年)

| 日本代表 | 国際Aマッチ | 国際Aマッチ |
| 年       | 出場        | 得点        |
| -------- | ----------- | ----------- |
| 2011     | 2           | 0           |
| 通算     | 2           | 0           |

### 出場
| No. | 開催日        | 開催都市     | スタジアム                             | 対戦国         | 結果         | 監督         | 大会                |
| --- | ------------- | ------------ | -------------------------------------- | -------------- | ------------ | ------------ | ------------------- |
| 1.  | 2011年1月17日 | アルライヤン | アフメド・ビン＝アリー・スタジアム     | サウジアラビア | ○5-0         | ザッケローニ | AFCアジアカップ2011 |
| 2.  | 2011年1月25日 | ドーハ       | サーニー・ビン・ジャーシム・スタジアム | 韓国           | ○2-2 (PK3-0) | ザッケローニ | AFCアジアカップ2011 |

## 指導歴
- 2023年 - 2024年  FC岐阜 トップチームコーチ
- 2025年 -   鹿島アントラーズ ユースコーチ